# Transitori astronòmic
Un transitori astronòmic és un esdeveniment o fenomen que succeeix que pot tenir una duració de segons, dies, setmanes o anys. Aquesta durada contrasta amb el temps astronòmic, a l'escala dels milions d'anys (o milers de milions d'anys) que es l'escala de temps en la qual les galàxies evolucionen o viuen les estrelles. Normalment es fa servir l'expressió transitori astronòmic per esdeveniments violents a l'espai profund, com l'explosió de supernoves, esclats de raig gamma, trànsits, lents gravitatòries, esdeveniment de disrupció de marea i des del 2015, ones gravitacionals.

## Història
Abans de la invenció dels telescopis, només els esdeveniments que eren visibles a l'ull humà nu podien ser observats, sent molt escassos i allunyats en el temps. Tot i això, hi ha registres històrics d'esdeveniments observats per diferents civilitzacions, com una supernova l'any 1054 observat per astrònoms xinesos, japonesos i àrabs o el transitori conegut com a «supernova de Tycho» l'any 1572, que el famós astrònom va observar durant 2 anys fins que es va fer massa feble per l'ull nu. Amb l'aparició dels primers telescopis òptic, tot i que es podien veure esdeveniments més llunyans, amb el seu limitat camp de visió feia poc probable poder mirar en el lloc idoni en el moment adequat.
Atès que l'interès a estudiar aquests transitoris ha anat augmentant amb el temps, ja que ajuden als astrofísics a entendre els mecanismes que van crear el nostre univers, s'està estenent l'ús de telescopis amb gran camp de visió. Bons exemples d'aquest tipus de telescopis son el Palomar Transient Factory, el satèl·lit Gaia i el Large Synoptic Survey Telescope. A més, la capacitat dels instruments actuals d'observar l'espai en longitud d'ona diferents a la llum visible (ones de ràdio, infraroig, ultraviolat, raigs gamma i X, etc.) augmenta la quantitat d'informació que s'obté de l'estudi d'aquests transitoris.
Des de l'any 2015, amb l'inici de la detecció d'ones gravitacionals per part de la col·laboració LIGO s'ha ampliat encara més els tipus de transitoris que es poden detectar (fusió de forats negres i d'estrelles de neutrons).